# Неф, Селин
Селин Неф (нем. Céline Naef; род. 25 июня 2005, Фойзисберг, Швиц) — швейцарская профессиональная теннисистка. Победительница одного турнира WTA 125 в парном разряде; победительница тринадцати турниров ITF (из них семь — в одиночном разряде).
С 2023 года Неф представляет Швейцарию на Кубке Билли Джин Кинг, где её рекорд W/L: 0—4.
Финалистка одного юниорского турнира Большого шлема в парном разряде (Открытый чемпионат Франции-2022); бывшая 4-я ракетка мира в юниорском рейтинге ITF (2022).

## Биография
Селин Неф родилась 25 июня 2005 года в коммуне Фойзисберг, в немецкоязычном кантоне Швиц, в Швейцарии.

## Спортивная карьера
В 2022—2024 годах стала победительницей семи турниров ITF в одиночном разряде.
И в 2022—2024 годах стала победительницей ещё шести турниров ITF в парном разряде.

### 2023—2024
В начале июля 2023 года отобралась через квалификацию и участвовала в основной сетке одиночного разряда Уимблдонского турнира, где она в первом круге проиграла россиянке Анастасии Потаповой со счётом 3-6, 3-6.
В начале декабря 2023 года стала победительницей турнира WTA 125 Открытый чемпионат Андорры в Андорра-ла-Велья (Андорра) в парном разряде вместе с россиянкой Эрикой Андреевой, где в финале они победили Тимею Бабош и Хезер Уотсон со счётом 6-2, 6-1.
На этом же турнире в одиночном разряде она дошла до второго круга, где проиграла россиянке Эрике Андреевой со счётом 6-2, 4-6, 4-6.
В июле 2024 года вместе с сербской теннисисткой Ниной Стоянович стала финалисткой турнира WTA 125 Polish Open в Варшаве (Польша), где они в финале парного разряда проиграли полячкам Мартине Кубка и Веронике Фальковской со счётом 4-6, 6-7(5-7)
В декабре 2024 года в Лиможе (Франция) стала финалисткой турнира WTA 125 Open de Limoges в одиночном разряде, где она в полуфинале победила француженку Эльзу Жакмо со счётом 6-3, 6-7, 6-3, но в финале проиграла соотечественнице Виктории Голубич со счётом 5-7, 4-6.

## Рейтинг на конец года
| Год  | Одиночный рейтинг | Парный рейтинг |
| 2023 | 139               | 428            |
| 2022 | 475               | 926            |
| 2021 | 992               | 1216           |